# Al Haig
Alan Warren Haig (Newark, 19 de julio de 1924–16 de noviembre de 1982) fue un pianista estadounidense de jazz, uno de los pioneros del bebop.

## Carrera musical
Comenzó su carrera profesional tocando con Dizzy Gillespie y Charlie Parker en 1944, y trabajó y grabó con Gillespie de 1944 a 1946, como miembro de la banda de Eddie "Lockjaw" Davis, Eddie Davis and His Beboppers en 1946 (grupo en el que también tocaba Fats Navarro), con the Eddie Davis Quintet en 1947, con Parker de 1948 a 1950, y con Stan Getz de 1949 a 1951. Formó parte del reconocido noneto que grabó la primera sesión del disco Birth of the Cool de Miles Davis. 
Aunque Haig llegó a ser conocido por su distintivo y pionero estilo bebop, la mayor parte de su carrera la dedicó a tocar en contextos no jazzísticos. Su trabajo fue revisitado en los años setenta.
En 1969 Haig fue declarado inocente de una acusación de asesinato. Había sido acusado de estrangulamiento por su tercera esposa, Bonnie, en su casa de Clifton, Nueva Jersey el 9 de octubre de 1968. En su defensa él había dicho que su mujer estaba borracha y que había muerto al caer por unas escaleras. Grange Rutan, la segunda mujer de Haig, cambió el relato de Haig en un libro de recuerdos, Death of a Bebop Wife. El libro de Rutan es parcialmente autobiográfico, parcialmente basado en entrevistas con amigos y miembros de la familia. Describe la historia de Bonnie detalladamente, describiendo un lado oculto de Haig que incluye una historia de constantes abusos domésticos. Rutan indica que varios miembros de la familia hicieron sonar las señales de alarma recordando la violenta personalidad de Haig que había sido desatendida. Además, cita al bajista Hal Gaylor, quien recuerda una conversación inculpatoria con Haig.

## Discogragía (como líder)
- 1949: Highlights in Modern Jazz: Al Haig
- 1954: Al Haig Trio (Esoteric Records)
- 1954: Al Haig Trio
- 1954: Al Haig Quartet
- 1965: Al Haig Today!
- 1974: Invitation
- 1977: Ornithology
- 1982: Bebop Live